# Fanny Marc
Pour les articles homonymes, voir Marc.
Fanny Marc, née Estelle Odile Fanny Legendre le 22 mai 1858 à Paris et morte le 1er mai 1937 à Nice, est une sculptrice française. 

## Biographie

### Formation
Fanny Marc étudie auprès des sculpteurs Alexandre Falguière, Louis-Ernest Barrias et Georges Lemaire.
De santé fragile, elle et son mari acquièrent en décembre 1909 par adjudication le Fort-les-Bains à Amélie-les-Bains dont le climat lui convient. Elle en fait son atelier d'activités artistiques. Après le décès de son époux, elle cède le Fort à une œuvre caritative avant de décéder quelques années plus tard.

### Carrière artistique
Fanny Marc expose des sculptures au Salon annuel de l'Union des femmes peintres et sculpteurs. En 1900 elle y obtient le Prix de sculpture de l'Union. En 1904 son œuvre y est jugée « parmi les meilleures sculptures » par The Times. En 1886, elle est membre de la Société des artistes français et obtient au Salon une mention honorable en 1895, une troisième médaille en 1904 et une  deuxième médaille en 1906. 
Pour avoir évité les clichés des sujets bibliques, Fanny Marc est qualifiée de « femme sculpteur de génie » dans un inventaire de 1912 des sculpteurs français par Henry Heathcote Statham (en), dans lequel Yvonne Diéterle et elle sont les deux seules femmes citées.

## Hommages
Une rue porte son nom à La Ferté-sous-Jouarre où elle vécut.

## Œuvres
- Amélie-les-Bains-Palalda :
  - jardin de l'Ancien Théâtre de Verdure : La Vérité sortant du puits, statue en marbre. Sa main droite serre le manche d'un miroir à main, dont le haut (le miroir lui-même) a disparu, certainement brisé (quand ?) ;
  - devant l'Office de tourisme installé dorénavant rue du Vallespir : le groupe de marbre intitulé La Naïade, ou : Le Jet d'eau, a été placé après restauration en 2019-20 ; malheureusement sa main droite a été brisée depuis (en 2022)...
- La Ferté-sous-Jouarre :
  - cimetière communal : Monument aux morts de 1870 ou Monument aux enfants du canton, morts pour la patrie, 1907, gisant en marbre[7],
  - place de l'hôtel de ville : Fontaine de la Jeunesse, groupe en bronze[8], œuvre disparue.
- Meaux, jardin Bossuet : Narcisse et Écho, 1930, groupe en marbre[9],
- localisation inconnue :
  - Jésus sur la prière, vers 1904[réf. nécessaire] ;
  - Adam et Ève chassés du paradis, Salon de 1906 ;
  - Mort d'Abel[réf. nécessaire] ;
  - Nymphe et son enfant[réf. nécessaire].

Œuvres de Fanny Marc
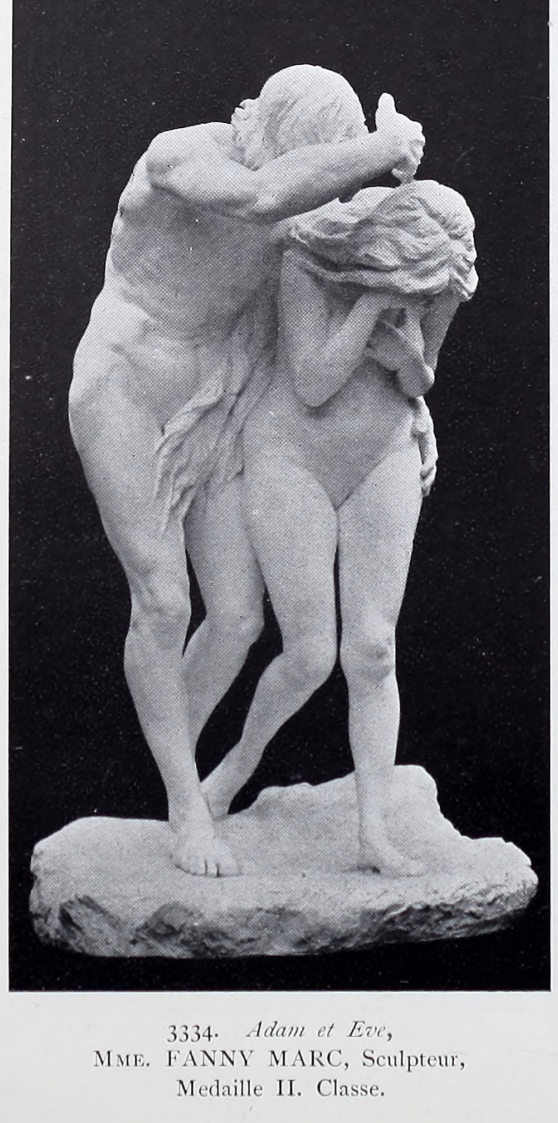
Adam et Ève chassés du paradis (Salon de 1906), localisation inconnue.
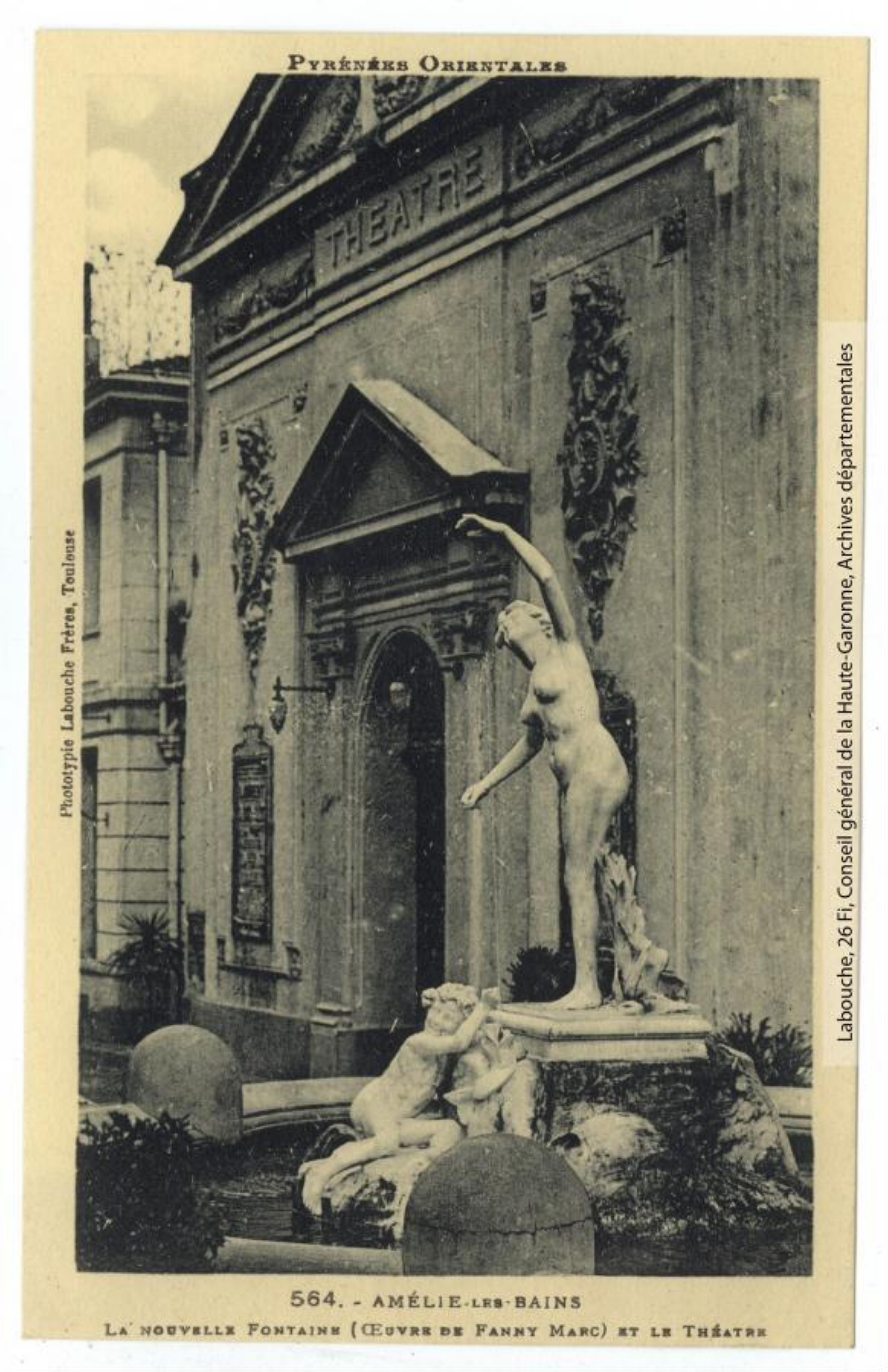
Groupe en marbre pour une fontaine à Amélie-les-Bains, œuvre placée aujourd'hui devant l'Office de tourisme (voir ci-avant).
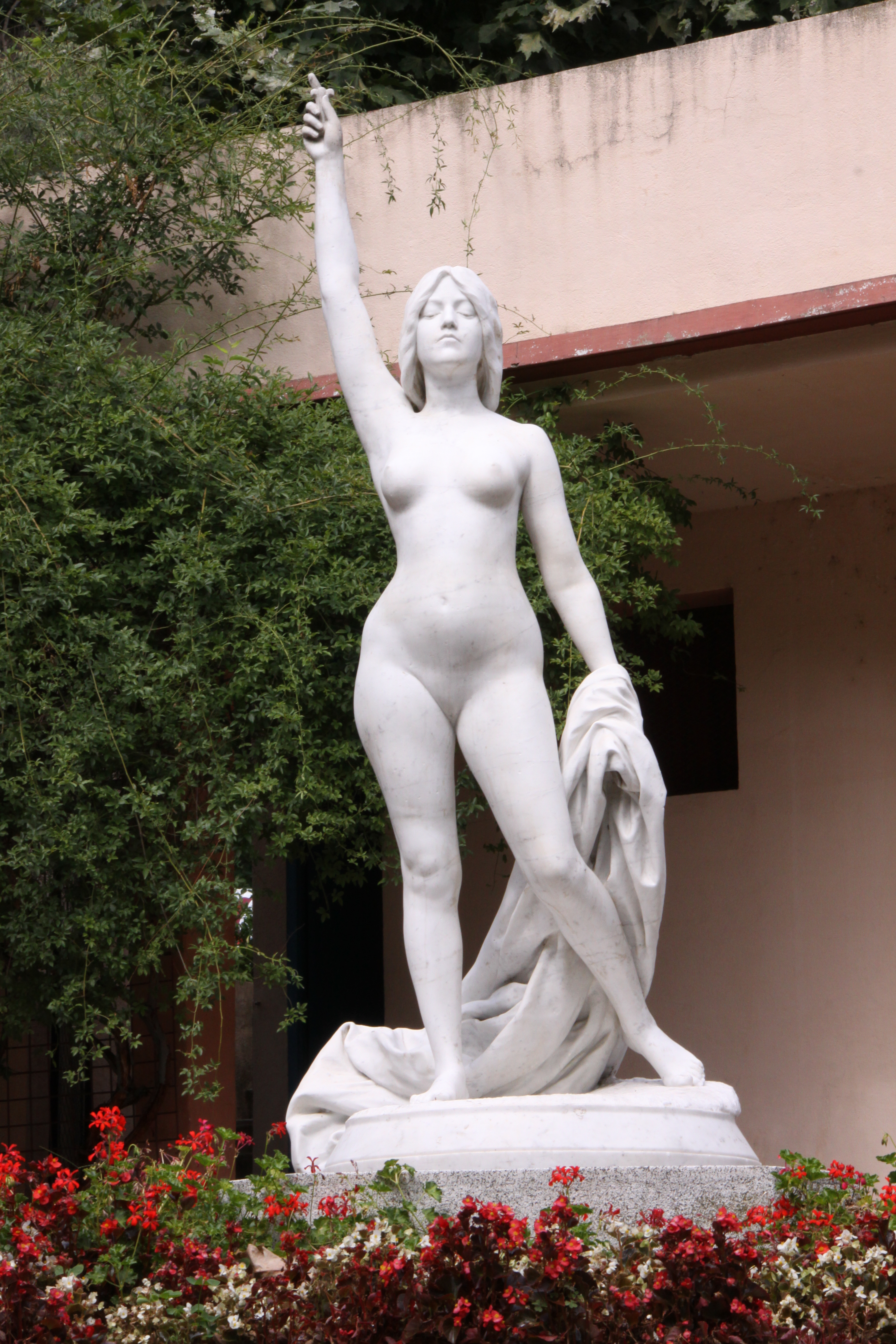
La Vérité sortant du puits, Amélie-les-Bains-Palalda, jardin de l'Ancien Théâtre de Verdure.